# Mathieu Bozzetto
Mathieu Bozzetto (Chambéry (Savoie), 16 november 1973) is een Franse snowboarder. Hij vertegenwoordigde zijn vaderland op de Olympische Winterspelen 1998 in Nagano, op de Olympische Winterspelen 2002 in Salt Lake City, op de Olympische Winterspelen 2006 in Turijn en op de Olympische Winterspelen 2010 in Vancouver.

## Carrière
In zijn carrière werd Bozzetto tweemaal vice-wereldkampioen op de parallelslalom (1999 en 2003), op de Olympische Winterspelen van 2010 in Vancouver veroverde hij de bronzen medaille op de parallelreuzenslalom. Daarnaast legde hij twee keer beslag op de eindzege in de algemene wereldbeker.

## Resultaten

### Olympische Spelen
| Jaar | Plaats         | Resultaten              |
| ---- | -------------- | ----------------------- |
| 1998 | Nagano         | 5e Reuzenslalom         |
| 2002 | Salt Lake City | 6e Parallelreuzenslalom |
| 2006 | Turijn         | 4e Parallelreuzenslalom |
| 2010 | Vancouver      | Parallelreuzenslalom    |

### Wereldkampioenschappen
| Jaar | Plaats               | Resultaten                                                   |
| ---- | -------------------- | ------------------------------------------------------------ |
| 1997 | San Candido          | 4e Reuzenslalom                                              |
| 1999 | Berchtesgaden        | Parallelslalom · 13e Parallelreuzenslalom · 14e Reuzenslalom |
| 2001 | Madonna di Campiglio | 5e Parallelreuzenslalom 8e Parallelslalom 86e Reuzenslalom   |
| 2003 | Kreischberg          | Parallelslalom · 4e Parallelreuzenslalom                     |
| 2007 | Arosa                | 5e Parallelslalom 10e Parallelreuzenslalom                   |

### Wereldbeker

#### Eindklasseringen
| Seizoen   | Algm   | PAR    | SBX | RS     | SL   |
| --------- | ------ | ------ | --- | ------ | ---- |
| 1996/1997 | 119e   | -      | -   | 45e    | -    |
| 1997/1998 | 26e    | -      | -   | 4e     | -    |
| 1998/1999 | Goud   | -      | 35e | Brons  | Goud |
| 1999/2000 | Goud   | Goud   | -   | Zilver | -    |
| 2000/2001 | 5e     | -      | -   | 13e    | Goud |
| 2001/2002 | Zilver | Goud   | 28e | 5e     | -    |
| 2002/2003 | -      | Goud   | -   | -      | -    |
| 2003/2004 | -      | Zilver | -   | -      | -    |
| 2004/2005 | -      | 28e    | -   | -      | -    |
| 2005/2006 | 11e    | 7e     | -   | -      | -    |
| 2006/2007 | 7e     | 5e     | -   | -      | -    |
| 2007/2008 | Zilver | Zilver | -   | -      | -    |
| 2009/2010 | 19e    | 11e    | -   | -      | -    |

#### Wereldbekerzeges
| Datum            | Plaats           | Onderdeel            |
| ---------------- | ---------------- | -------------------- |
| 5 januari 1999   | Morzine          | Parallelslalom       |
| 5 februari 1999  | Park City        | Parallelslalom       |
| 13 februari 1999 | Asahikawa        | Parallelslalom       |
| 11 maart 1999    | Olang            | Parallelreuzenslalom |
| 12 maart 1999    | Olang            | Parallelslalom       |
| 10 december 1999 | Whistler         | Reuzenslalom         |
| 18 december 1999 | Mont-Sainte-Anne | Reuzenslalom         |
| 9 januari 2000   | Morzine          | Parallelslalom       |
| 16 januari 2000  | Berchtesgaden    | Parallelslalom       |
| 26 januari 2000  | Tandadalen       | Parallelreuzenslalom |
| 27 januari 2000  | Tandadalen       | Parallelslalom       |
| 4 februari 2000  | Ischgl           | Parallelslalom       |
| 16 maart 2000    | Livigno          | Parallelslalom       |
| 18 maart 2000    | Livigno          | Reuzenslalom         |
| 1 december 2000  | Ischgl           | Parallelslalom       |
| 7 januari 2001   | Kreischberg      | Parallelslalom       |
| 9 februari 2001  | Berchtesgaden    | Parallelslalom       |
| 9 september 2001 | Valle Nevado     | Parallelslalom       |
| 2 december 2001  | Ischgl           | Parallelreuzenslalom |
| 15 december 2001 | Mont-Sainte-Anne | Parallelslalom       |
| 1 maart 2002     | Sapporo          | Parallelreuzenslalom |
| 29 oktober 2002  | Sölden           | Parallelreuzenslalom |
| 30 oktober 2002  | Sölden           | Parallelslalom       |
| 18 december 2002 | Whistler         | Parallelslalom       |
| 20 december 2002 | Stoneham         | Parallelreuzenslalom |
| 5 januari 2003   | Bad Gastein      | Parallelslalom       |
| 1 maart 2003     | Sapporo          | Parallelslalom       |
| 1 maart 2003     | Sapporo          | Parallelreuzenslalom |
| 11 januari 2004  | Alpe d'Huez      | Parallelreuzenslalom |
| 20 februari 2004 | Sapporo          | Parallelreuzenslalom |
| 21 februari 2004 | Sapporo          | Parallelslalom       |
| 12 oktober 2007  | Landgraaf        | Parallelslalom       |
| 16 december 2007 | Nendaz           | Parallelslalom       |
| 9 januari 2008   | Bad Gastein      | Parallelslalom       |
| 3 maart 2008     | Lake Placid      | Parallelreuzenslalom |